# Überlingen-Nußdorf
Überlingen-Nußdorf – stacja kolejowa w Überlingen (dzielnica Nußdorf), w kraju związkowym Badenia-Wirtembergia, w Niemczech. Stacja położona jest we wschodniej części miasta, około 100 m od Jeziora Bodeńskiego.
| Überlingen-Nußdorf          |  |                                     |
| Linia Bodenseegürtel        |  |                                     |
| Überlingenodległość: 2,5 km |  | Uhldingen-Mühlhofen odległość: 5 km |